# サイクロプスシャーク
サイクロプスシャーク（英: Cyclops Shark）とは、単眼症を患ったサメのあだ名で、アルビノであるとされる。メキシコで初めて発見され、2010年には宮城県の気仙沼市でも発見されている。

## 概要
サイクロプスシャークは単眼症を患い、アルビノでもある非常に稀に存在するサメで、体の色が白色なのが特徴である。発見事例は50匹に満たない。また、胎児の姿でしか発見されておらず、もし無事に孵化しても長く生きられないとされる。
アルビノの中でも非常に奇形であり原因はメラニンの欠如であるとされている。
生物学者のフェリペ・ガルバン・マガーニャは「単眼症だけでなく、アルビノもサメには珍しい症状だ。硬骨魚類ではよく発生するが、サメなどの軟骨魚類では稀だ。」と述べている。
また、サイクロプスシャークという名前はあだ名であり、生物学の世界では単に「サメ」と呼ばれる。
名前の由来はギリシャ神話に登場するサイクロプスから来たもの。

## 歴史
サイクロプスシャークに関する論文は過去に発表されていたが、初めて写真で収められたのは2011年初旬。カリフォルニア湾のセラルボ島付近で漁師が妊娠したドタブカを合法的に捕獲し、獲物を切り開いた際、9匹の正常な形をした胎児の他に、1匹の奇妙なサメが発見された。そのサメは単眼症を患ったと思われるサメだった。少しした後、Facebookでこのサメの存在を知った生物学者のフェリペ・ガルバン・マガーニャとその同僚であるマルセラ・ベハラノ・アルバレスはこのサメを釣り上げた漁師であるエンリケ・ルセロ・レオンに研究のためにこのサイクロプスシャークを借りる許可を得た。
フェリペ・ガルバン・マガーニャはサイクロプスシャークをX線で検査し、その後他の生物種の単眼症に関するデータを探した。その後、このサメが単眼症であるとの確信を得た。
その後、2020年10月10日にインドネシアで別の個体が発見され、発見した漁師の1人は「胎児は3匹で、そのうちの2匹は正常だったが、1匹だけ奇妙なミルク色で巨大な目が1つしかなかった。すでに死んでいたが、これまでに見たことがなかったので驚いた。」と述べている。